# Aphytis cochereaui
Aphytis cochereaui är en stekelart som beskrevs av Debach och Rosen 1976. Aphytis cochereaui ingår i släktet Aphytis och familjen växtlussteklar.
Artens utbredningsområde är Nya Kaledonien. Inga underarter finns listade i Catalogue of Life.